# Modelo Big Push
O modelo "big push" é um conceito no Desenvolvimento Econômico ou na Economia do Bem-Estar que enfatiza que  as decisões de uma empresa em se industrializar ou não depende da expectativa de outras empresas fazer o mesmo. Assumindo Economia de Escala e estrutura de mercado oligopolista tenta explicar quando a industrialização ocorrerá.
O criador desta teoria foi Paul Rosenstein-Rodan em 1943. Outras contribuições foram feitas posteriormente por Murphy, Shleifer e Robert W. Vishny em 1989. Análises deste modelo economico usualmente utilizam a Teoria dos Jogos.
A teoria do modelo enfatiza que países em desenvolvimento necessitam de uma grande quantidade de investimentos para alcançar o caminho do desenvolvimento do seu estado atual para trás. Esta teoria propoem que um programa de investimento "bit by bit" não impactará o processo de crescimento tanto quanto é necessário para os paisés desenvolvidos. Na verdade, a injeção de pequenas quantidade de investimento somente levará a um desperdicio de recursos.
Paul Rosenstein-Rodan argumenta que uma indústria inteira que se pretende criar deveria ser tratada e planejada como uma entidade maciça (empresa ou grupo). Ele suporta este argumento citando que o "produto marginal social" de um investimento é sempre diferente do seu "produto marginal privado", então quando um grupo de indústrias são planejadas conjuntamente, de acordo com seus produto marginal social, a taxa de crescimento da economia é maior do que ela era no anteriormente.